# Sturmia insignis
Sturmia insignis là một loài ruồi trong họ Tachinidae.